# Tverdohlibî, Poltava
Tverdohlibî (în ucraineană Твердохліби) este un sat în comuna Kalașnîkî din raionul Poltava, regiunea Poltava, Ucraina.

## Demografie
Componența lingvistică a localității Tverdohlibî
     Ucraineană (93,75%)
     Rusă (6,25%)
Conform recensământului din 2001, majoritatea populației localității Tverdohlibî era vorbitoare de ucraineană (93,75%), existând în minoritate și vorbitori de rusă (6,25%).